# Michele Agricola
Michele Agricola (Pernaja, 1510 circa – Uusikirkko, 9 aprile 1557) è stato un teologo e vescovo luterano finlandese, di fatto il "padre" della lingua finlandese scritta.

## Biografia

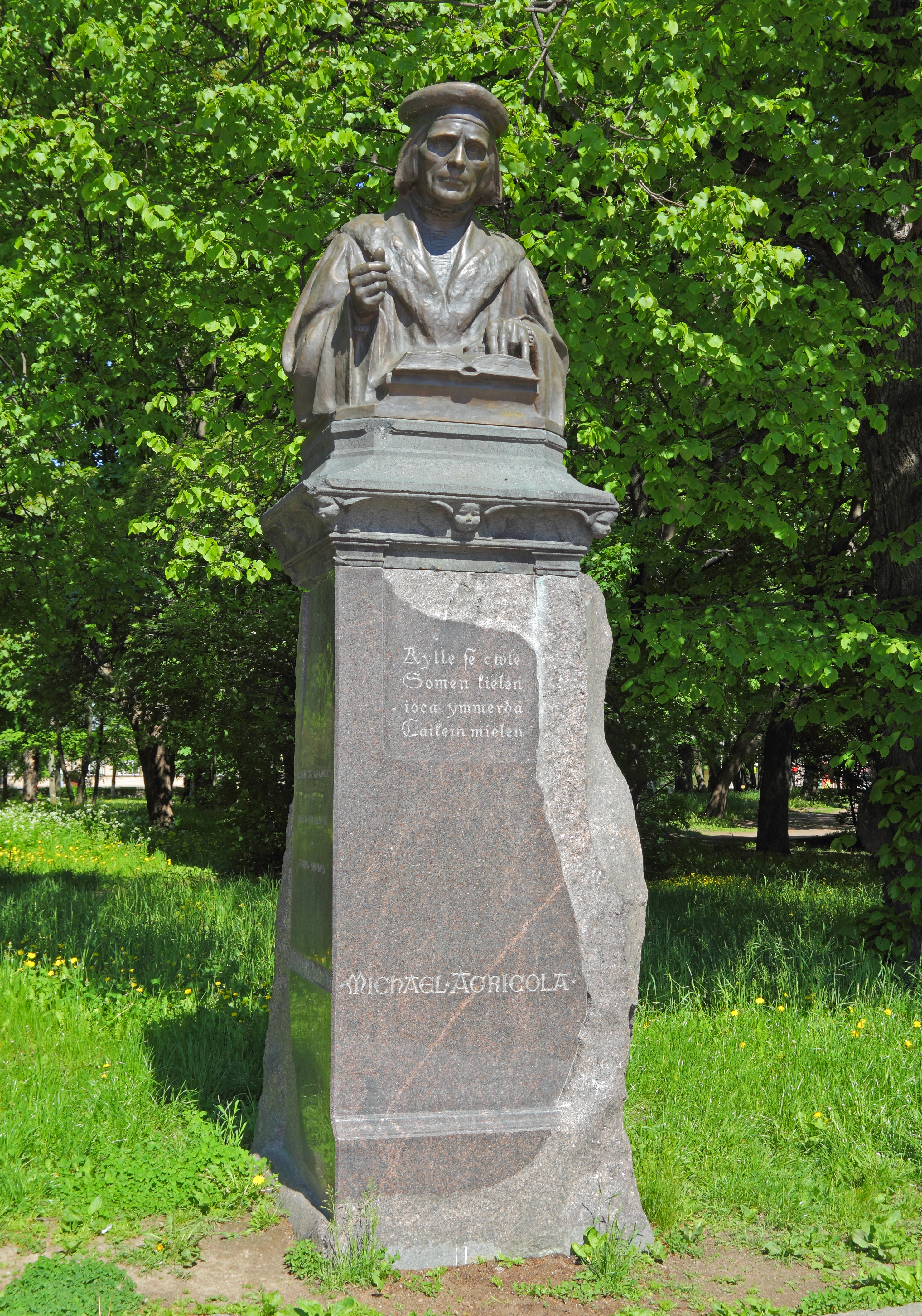
Statua di Agricola a Vyborg

Mikael Olavinpoika ("figlio di Olavi", talvolta nella forma Mikko Olavinpoika, Michael Olaui, o in alcuni documenti svedesi "Mikkel Olafsson"), nacque nell'Uusimaa nel villaggio di Torstila in Pernaja, Finlandia, intorno all'anno 1510 in una famiglia di contadini benestanti. 

Aveva tre sorelle, a scuola mostrò del talento per le lingue e venne inviato a Viipuri per frequentare dei corsi di latino.
Fu durante quel soggiorno che lui stesso assunse il cognome Agricola, prendendo spunto da una delle attività che suo padre aveva svolto.
Successivamente, nel 1528 si trasferì a Turku, dove fu segretario del vescovo Martin Skytte.
Nel 1536 venne inviato a studiare presso l'Università di Wittenberg, dove divenne allievo di Martin Lutero e Filippo Melantone. 

Nel 1539 completò gli studi e rientrò in Finlandia.
Dopo il suo rientro a Turku, venne nominato rettore della scuola ecclesiastica di Turku, posizione che rivestì fino al 1548 e, dopo la morte del vescovo Skytte, nel 1550, Agricola divenne il suo successore.
Per tutta la sua vita, Agricola incentivò la trascrizione e lo sviluppo della lingua finlandese, che si sviluppò prendendo come base il dialetto di Turku insieme ad elementi della tradizione orale finlandese.
L'attività letteraria di Agricola è legata al suo coinvolgimento nella riforma. Il primo libro stampato in lingua finlandese fu l'ABC-Kirja (ca. 1543) di Agricola, opera che include un catechismo.
La sua opera principale è la traduzione del Nuovo Testamento (1548), effettuata seguendo la versione greca, quella latina di Erasmo da Rotterdam, quella tedesca di Martin Luther e quella svedese di Olaus Petri.

## Opere

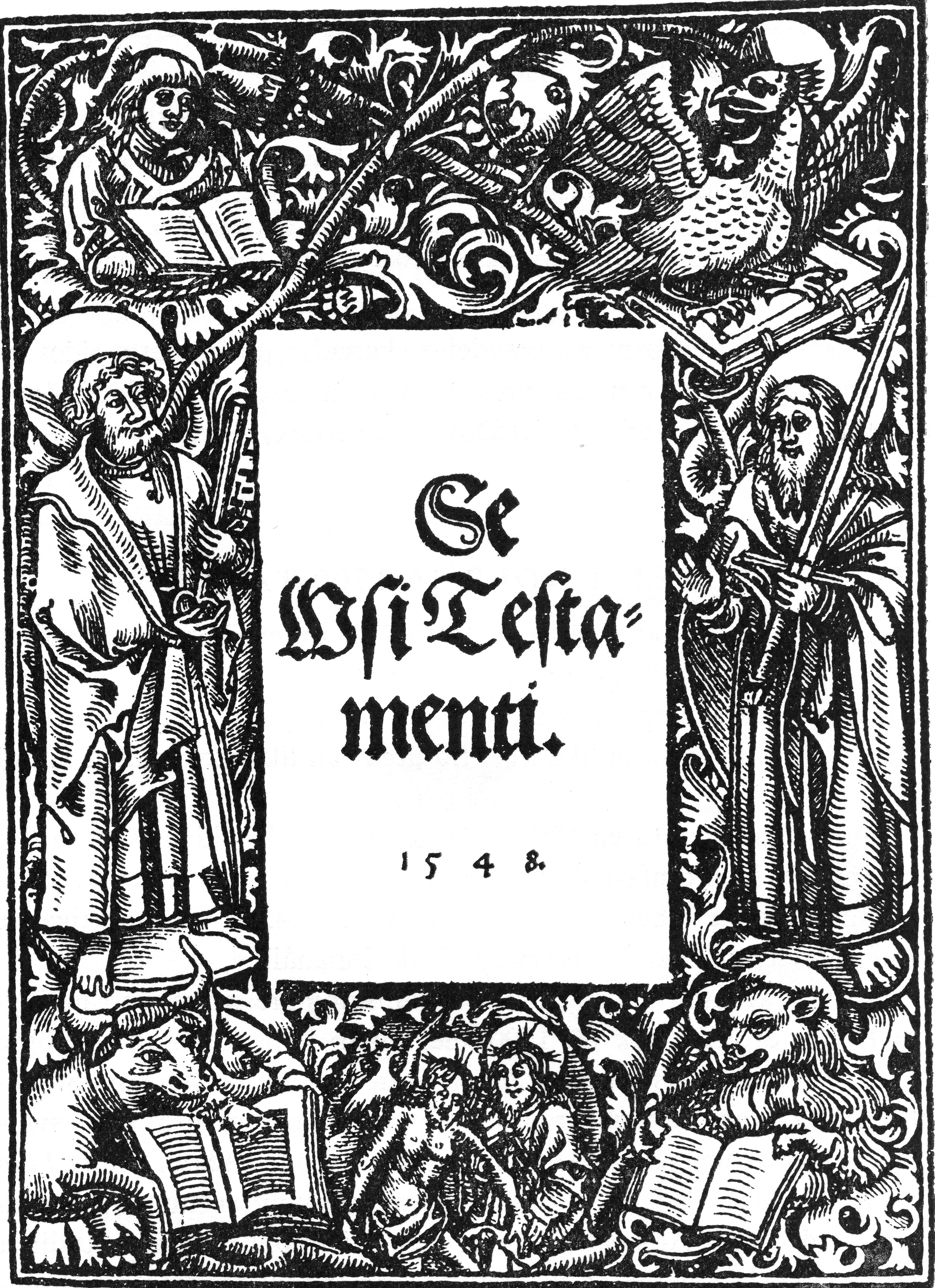
La copertina del Se Wsi Testamenti

- 1543 - Abckiria
- 1543 - Se Wsi Testamenti
- 1544 - Rucouskiria Bibliasta
- 1551 - Dauidin Psaltari